# Alluaudomyia jimmensis
Alluaudomyia jimmensis är en tvåvingeart som beskrevs av Tokunaga 1963. Alluaudomyia jimmensis ingår i släktet Alluaudomyia och familjen svidknott. Inga underarter finns listade i Catalogue of Life.